# 林瑞華
林瑞華（英語：Gordon Lam，1984年8月25日—），香港民主派人士，公民黨黨員，香港中小企食店聯盟召集人、美食車大聯盟發言人。616火鍋餐廳負責人。

## 投身政治
2020年香港立法會選舉，林瑞華有意代表公民黨參選2020年立法會選舉飲食界功能界別，挑戰現任香港行政會議成員、自由黨飲食界議員張宇人。2020年5月30日，獲公民黨推薦參與2020年立法會選舉飲食界選舉。

### 關注議題
於COVID-19疫情期間，林瑞華關注政府對飲食業界的支援，並曾經批評政府防疫工作不足。
於2020年7月，市面討論推行健康碼作為防疫措施，林瑞華批評政府完全不知社會現況，假如食客以為自己未有染病，然後再次爆發疫情，結果無人能夠負責，又反提議封關抗疫才是最重要。
2021年11月3日，受訪時表示B類食肆強制使用「安心出行」能減輕食肆壓力。

## 外部連結
- 林瑞華 Gordon Lam  Facebook專頁（页面存档备份，存于）